# HD 135402
HD 135402，又名BD+38 2629，SAO 64572、HR 5673，是一颗恒星，视星等为6.2，位于銀經62.59，銀緯58.32，其B1900.0坐标为赤經15h 9m 47s，赤緯+38° 58.32′ 20″。